# Holtenbreen
De Holtenbreen is een gletsjer op het eiland Nordaustlandet, dat deel uitmaakt van de Noorse eilandengroep Spitsbergen.
De gletsjer is vernoemd naar de Zweedse marineofficier Ernst Herman von Holten (1843-1912).

## Geografie
De gletsjer is zuidwest-noordoost georiënteerd en komt van de ijskap Glitnefonna af. Ze mondt in het noorden uit in de baai Palanderbukta.
De gletsjer ligt op het schiereiland Scaniahalvøya, onderdeel van Gustav Adolfland. Naar het noordwesten ligt de gletsjer Clasebreen die ook van dezelfde ijskap afkomstig is. Verder naar het oosten ligt de gletsjer Palanderbreen die afkomstig is van de ijskap Vegafonna.